# Upravitelj poštanske stanice (pripovijest)
Upravitelj poštanske stanice - pripovijest A.S. Puškina iz ciklusa Belkinove pripovijesti, napisana 1830. i izdana 1831.
Prema djelu je uređen književno-memorijalni muzej Dom upravitelja poštanske stanice. Otvoren je 15. listopada 1972. u selu Vira u Gatčinskom rajonu Lenjingradske oblasti. Posvećen je povijesti putovanja u Rusiji prve trećine 19. stoljeća i samoj Puškinovoj pripovijesti.

## Povijest nastanka
Pripovijest datira od 13. rujna, no sljedeći joj se dan Puškin vratio, nešto ispravio i dodao scenu u kojoj mladi čovjek krade novčanice koje je upravitelj bacio. Nakon toga je ispravio datum na 14. rujan.
U rukopisu Pogrebnika sačuvao se prvobitni plan pripovijesti. Taj plan ne odgovara u potpunosti završnom tekstu:
Razmišljanje o upraviteljima. Općenito ljudi nesretni i
dobri. Prijatelj moj je upravitelj udovac. Kćer. Cesta je sva
uništena. Nedavno sam njome putovao. Kćer nisam našao.
Povijest kćeri. Ljubav prema njoj pisara. Pisar za njom u
Peterburg.Vidi ju u šetnji. Vrativši se, pronalazi oca mrtvog.
Grob iza ograde. Putujem dalje. Pisar je umro. Kočijaš mi
pripovijeda o kćeri.
U originalnom rukopisu nedostaje opis slika o sinu razmetnome u upraviteljevoj kući. Kasnije ga je Puškin prenio iz nedovršenih Bilješki mladog čovjeka (1829. – 1830.).
Puškin je mnogo putovao te je bio dobro upoznat sa životom upravitelja i u pripovijesti pokazuje razumijevanje za njihov posao i život. Tema "puta" je jedna od glavnih u Puškinovom stvaralaštvu sredinom 1820-ih i početkom 1830-ih godina, a naročito se aktivirala pod utjecajem putovanja u Arzrum. Naglasak se premješta s osobnosti putnika na njegove dojmove s puta - susrete sa zanimljivim ljudima, proučavanje svakodnevnog života i mentaliteta drugih narodnosti, veličanstvene prirode, povijesnih spomenika (u lirici, Jevgeniju Onjeginu [opis Onjeginovog puta], itd.).
Priču pripovijeda titularni savjetnik A. G. N.; njegovi inicijali se ne pojavljuju u samoj pripovijesti, nego u predgovoru Od izdavača
Kroz pripovijest se provlače motivi kao što su motiv udovištva oca i motiv kćeri koja odrasta bez majčinske skrbi, a prvi put su se pojavili u Arapinu Petra Velikog, a dalje se razvijaju u Pogrebniku, Gospođici-seljanki, Pikovoj dami, Rusalki, Dubrovskom, Poltavi.
U pozadini pripovijesti nalazi se biblijska priča o razmetnome sinu koji se vraća na očev prag gonjen kajanjem (scena u kojoj se opisuju slike koje prikazuju cijelu priču s njemačkim stihovima); radost nije u Dunji ugušila krivnju zbog napuštanja oca: "Pala je ovdje [na očev grob] na koljena i dugo je klečala".
Jedna od najznačajnijih tema koja se pojavljuje u Upravitelju je tzv. tema "malog čovjeka"; pripovijest je prekinula utjecaj sentimentalno-didaktične pripovijesti o "malom čovjeku" koja je započela pojavom Jadne Lize Nikolaja Karamzina, a koja prethodi Gogoljevoj Kabanici i prvom romanu Fjodora Dostojevskog Bijedni ljudi. Realni tipovi i slike neprimjetne ruske svakodnevice zamjenjuju idealizirane likove, sentimentalne sižejne situacije. Puškinov humanizam se suprotstavlja apstraktnoj osjećajnosti sentimentalne pripovijesti: melodramatičnu retoriku zamjenjuje jednostavan razgovorni jezik poput pripovijedanja starca-upravitelja o svojoj kćeri Dunji.

## Sažetak
Pripovijest započinje opisom života upraviteljâ poštanskih stanica, njihovim teškim uvjetima rada, nerazumijevanjem koje putnici pokazuju prema njima ("Svu zlovolju, skupljenu za vrijeme dosadne vožnje, iskaljuje putnik na upravitelja."). Pripovjedač je proputovao Rusiju i smatra da je njihov stalež "prikazan javnosti u posve lažnoj slici", naziva ih "pukim mučenicima četrnaeste klase" (u carskoj Rusiji činovi su se u vojsci i gradskim službama dijelili na četrnaest klasa. Svaka je klasa imala točno određena prava, a četrnaesta klasa je bila na posljednjem mjestu.
Pripovjedač se morao zaustaviti u nekoj poštanskoj stanici zbog pljuska. Tamo je upoznao upravitelja Simeona Virina i njegovu lijepu četrnaestogodišnju kćer Dunju, te su uskoro počeli razgovarati kao davni znanci. Na rastanku je zamolio Dunju za poljubac.
Nakon nekoliko godina prilike su ga dovele u istu stanicu. Za to vrijeme Virin se jako postarao, a postaja mu je bila zapuštena. Nakon šalice čaja ispripovjedio je svoju povijest. Njegovu Dunju su svi jako voljeli, gospođe su joj ostavljale sitne darove, a gospoda putnici su se zaustavljali samo da je se nagledaju. Jednoga se dana kod njih zaustavio mladi husar, konjički kapetan Minski. Povečerali su, ali je husaru nakon večere pozlilo pa su morali pozvati liječnika. Mladić je kod njih proveo nekoliko dana, a Dunja je cijelo vrijeme bila uz njegovu postelju. Drugog mu je dana već bilo bolje, a sljedećeg je dana planirao otputovati. Prije odlaska je bogato nagradio upravitelja za noćenje i hranu, a Dunji je ponudio da ju usput odveze do crkvice na kraju sela. Djevojka je bila u nedoumici, ali joj je sam otac rekao da se nema čega bojati, dotad je već jako zavolio mladića, i da se poveze s njime. Nakon pola sata ga je obuzeo nemir i otišao je potražiti, no nije ju našao. Pričekao je dolazak trojke s kojom su se odvezli, a kočijaš mu je rekao da je Dunja nastavila put s mladim husarom. Nakon toga je pao u postelju i shvatio da je husar izigravao bolesnika. Liječio ga je isti liječnik, te mu je rekao da je navodno predvidio namjere mladića, ali je šutio jer ga se bojao. Čim se oporavio, Virin je zatražio dvomjesečni dopust i otišao pješice za svojom kćeri u Petrograd. Pronašao je husara i posjetio ga. Preklinjao ga je da mu vrati kćer, ali on ga je odbio, rekavši da se ona odvikla od svojeg starog života i da je sada sretna s njim. Stavio mu je nekoliko novčanica u rukav i izgurao ga van. Vani je od bijesa bacio novčanice, ali kad se vratio po njih vidio je da ga je jedan mladić preduhitrio, uzeo novac i pobjegao.
Virin se vratio nakon dva dana želeći još jednom vidjeti Dunju, ali ga je husarev posilni grubo istjerao van. Tog istog dana navečer vidio je kola Minskog kako se zaustavljaju pred nekom trokatnicom. Na prijevaru je doznao da je tamo Dunja i nasilu ušao unutra. Dunja ga je vidjela i onesvijestila se, a Minski ga je izbacio niza stepenice. Nakon toga se vratio u stan svojeg prijatelja kod kojega je odsjedao. Prijatelj mu je savjetovao da se žali, ali starac je od svega odustao, vratio se u svoju stanicu i opet se prihvatio svoje dužnosti. Nakon toga događaja je prošlo tri godine, a starac još uvijek nije znao Dunjinu sudbinu. Pripovjedač se rastao s njim i još dugo razmišljao o njemu i njegovoj kćeri.
Nakon nekog vremena opet ga je put nanio u isti kraj, te je on odlučio posjetiti starca. U njegovoj postaji je zatekao pivarevu ženu koja mu je rekla da se stari upravitelj propio i umro prije godinu dana. Žena ga je poslala sa svojim sinom da mu pokaže njegov grob. Dječak mu je ispričao da je prošlog ljeta na grob došla jedna gospođa s troje djece, dojiljom i crnim psićem u raskošnoj kočiji. Raspitivala se za upravitelja i kad su joj rekli da je umro, plačući je otišla na groblje. Pala je na koljena i dugo klečala. Nakon toga je otišla popu u selo, dala mu novac i otputovala.

## Ekranizacije
- 1918. - Upravitelj poštanske stanice, SSSR, redatelj Aleksandr Ivanovski[9]
- 1925. - Kolležskij registrator, SSSR, redatelji Jurij Željabužski i Ivan Moskvin[10]
- 1938. - Nostalgie, Francuska, redatelj Viktor Tourjansky[11]
- 1940. - Der Postmeister, Njemačka, Austrija, redatelj Gustav Ucicky[12]
- 1946. - Rakkauden risti, Finska, redatelj Teuvo Tulio[13]
- 1949. - Uçuruma dogru, Turska, redatelj Sadan Kamil[14]
- 1965. - De postmeester, Nizozemska, redatelj Paul Pouwels[15][16]
- 1972. - Upravitelj poštanske stanice, SSSR, redatelj Sergej Solovjov[17][18]
- 1973. - Sensuela, Finska, redatelj Teuvo Tulio[19]